# Svappavaara

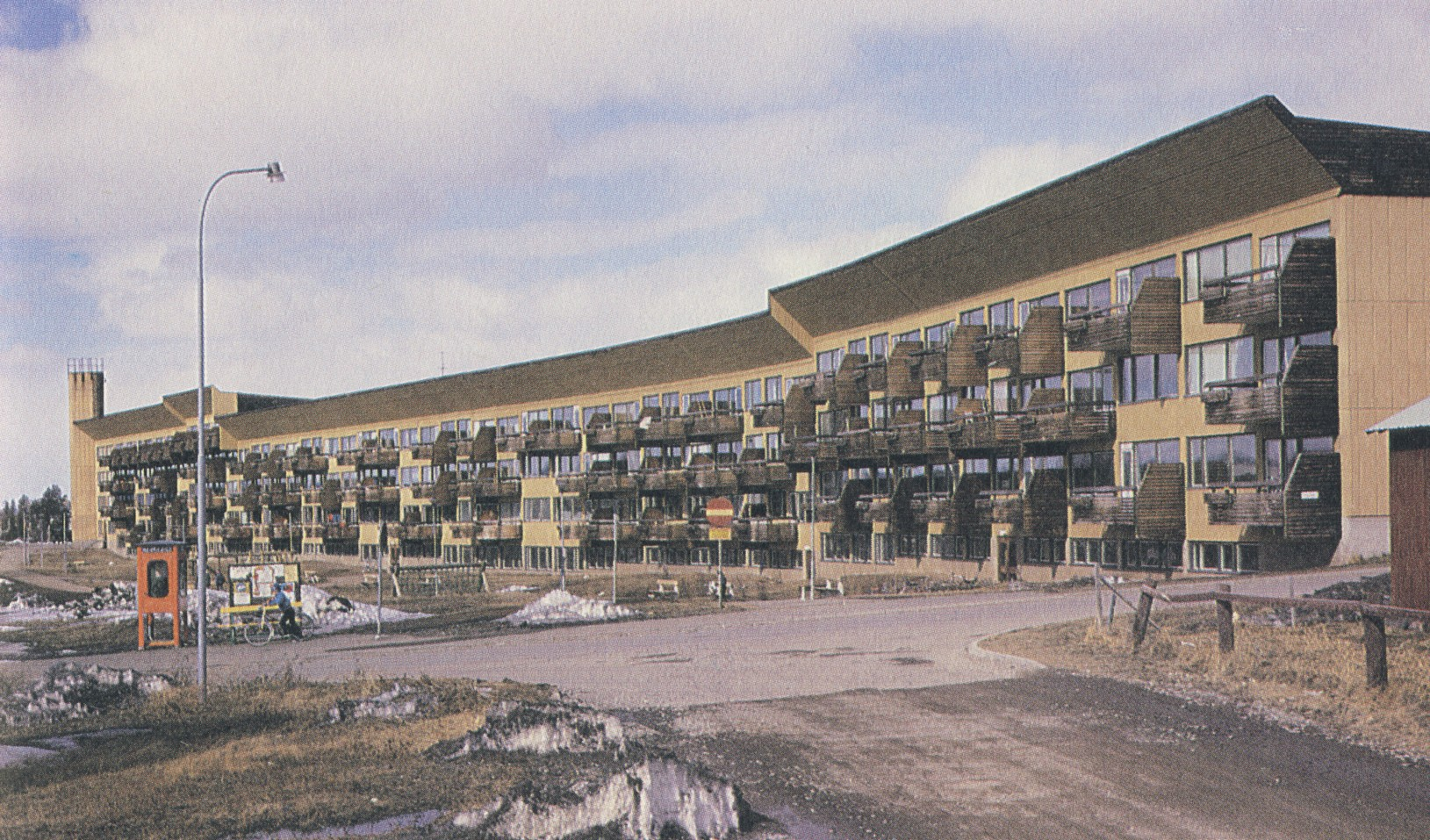
Svappavaara (1965)

Svappavaara (meänkieli Vaskivuori, nordsamisch Veaikkevárri) ist ein Ort (tätort) in der nordschwedischen Provinz Norrbottens län und der historischen Provinz Lappland nördlich des Polarkreises.
Der Ort wurde im 17. Jahrhundert als Grubenort angelegt, und auch heute noch ist die Bergbaugesellschaft LKAB der größte Arbeitgeber, der hier in einem Anreicherungswerk Eisenerz zu Pellets verarbeitet. Der Tagebau Svappavaaragruvan, eigentlich Leveäniemigruvan, war von 1964 bis 1983 in Betrieb und wurde nach der Schließung mit Wasser gefüllt.
Im Ort befindet sich eine Kirche aus den 1960er-Jahren, und nach den Plänen des bekannten schwedischen Architekten Ralph Erskine wurde das Wohnhaus Ormen Långe errichtet, das heute jedoch teilweise nicht mehr genutzt wird.
Die Europastraße 45 führt an Svappavaara vorbei. Außerdem befindet sich hier eine Erzverladestelle mit Anschluss an die Erzbahn Luleå–Narvik.